# داني بريغز
داني بريغز (30 أبريل 1991 في المملكة المتحدة - ) (بالإنجليزية: Danny Briggs)‏ هو لاعب كريكت بريطاني. شارك مع منتخب إنجلترا للكريكت. أما مع النوادي، فقد لعب مع نادي مقاطعة هامبشاير للكريكت ‏ ونادي مقاطعة ساسكس للكركيت ‏.

## وصلات خارجية
- داني بريغز على موقع إي آس بي آن كريك إنفو (الإنجليزية)